# Zepter (Steinbruch)
Zepter (offiziell Ehem. Muschelkalkbruch Zepter E von Obernbreit) ist der Name eines ehemaligen Steinbruchs im Nordosten der Gemarkung von Obernbreit im unterfränkischen Landkreis Kitzingen. Der Steinbruch ist als Geotop im Umweltatlas Bayern registriert.

## Geografische Lage
Der Steinbruch Zepter liegt auf etwa 210 m ü. NHN im äußersten Osten der Obernbreiter Gemarkung. Er erhebt sich am nördlichen Ufer des Mainzuflusses Breitbach. Der Aufschluss liegt genau an der Stelle, wo die Iff in den Breitbach mündet. Weiter im Osten beginnt die Gemarkung von Tiefenstockheim, das ein Gemeindeteil von Seinsheim ist. Der Steinbruch wird im Süden von der Kreisstraße KT 5 begrenzt, die zwischen Tiefenstockheim und Obernbreit entlanggeführt wird. Nördlich wird der Bruch von Flurwegen begrenzt, hier befinden sich einige versprengte Weinberge bei Tiefenstockheim. Naturräumlich ist der Bruch im Ochsenfurter Gau und Gollachgau verortet, wobei er sich im sogenannten Ifftalbereich befindet.

## Beschreibung
Der Steinbruch wird von einer hier anstehenden Schichtfolge in Normalfazies außerhalb des weiter östlich gelegenen Quaderkalkbereichs geprägt. Der aufgeschlossene Schichtbereich wird vom Bayerischen Landesamt für Umwelt als Gelber Kipper, Ostracodenton und Hauptterebratelbank beschrieben. Daneben reicht der vom Steinbruch eingeschnittene Abschnitt bis zur Dickbankzone. Die anstehenden Schichten aus Kalkstein sind sehr fossilreich. Deshalb wird die allgemein geowissenschaftliche Bedeutung des Steinbruchs als wertvoll bezeichnet, der zweithöchsten Kategorie. Durch die Lage an einer wichtigen Ortsverbindungsstraße gilt der Zepter-Steinbruch als beliebtes Exkursions-, Forschungs- und Lehrobjekt. 
Im Zepter-Bruch wurden Mitte des 20. Jahrhunderts zahlreiche Nautilus-Unterkiefer (Conchorhynchus avirostris (Schlotheim, 1820)) gefunden und 1962 von Erwin Rutte, der sechzehn Conchorhynchen und einen Rhyncholithen von der Fundstelle Steinbruch Zepter bei Obernbreit bearbeitete und dabei für die Conchorhynchen eine Terminologie erstellte, beschrieben.